# Marie-Joseph
Marie-Joseph ist ein männlicher Doppelvorname. Er vereint die Namen der beiden Eltern von Jesus von Nazaret, Maria und Joseph, wobei hier der zweite Name das Geschlecht des Namens bestimmt. Diese Namenskombination tritt vor allem im französischen Sprachraum auf.

## Namensträger
- Marie Joseph Brusse (1873–1941), niederländischer Journalist und Schriftsteller
- Marie-Joseph Cassant (1878–1903), französischer Zisterzienser, 2004 von der Katholischen Kirche seliggesprochen
- Marie-Joseph Chénier (1764–1811), französischer Schriftsteller, Dramatiker der Französischen Revolution
- Marie-Joseph Erb (1858–1944), französischer Organist, Komponist und Musikpädagoge
- Marie-Joseph Lagrange (1855–1938), französischer Dominikaner und Gründer der École biblique in Jerusalem
- Marie-Joseph Lemieux (1902–1994), kanadischer Erzbischof und Apostolischer Nuntius der römisch-katholischen Kirche
- Marie-Joseph Motier, Marquis de La Fayette (1757–1834), französischer General, Politiker und Aufklärer